# Crailose Bos
Het Crailose Bos is een natuurgebied van het Goois Natuurreservaat ten oosten van Bussum op grondgebied van de gemeente Huizen. Het licht geaccidenteerde terrein ligt ten westen van de N527, de Crailose weg, en ten zuiden van de Oud Blaricummerweg. De naam Crailo betekent letterlijk kraaienbos.
In het gebied ligt de Trapjesberg.